# Barzanò
Barzanò – miejscowość i gmina we Włoszech, w regionie Lombardia, w prowincji Lecco.
Według danych na rok 2004 gminę zamieszkiwało 4836 osób, 1612 os./km².